# Gaspar de Liceras Isla
Gaspar de Liceras Isla (¿? - Ávila, c. 7 de enero de 1682; fl. 1642-1681) fue un compositor y maestro de capilla español.

## Vida
Se desconoce cual fue el origen o la formación de Gaspar de Liceras Isla, pero se sabe que tuvo un cargo en la capilla de música de la Colegiata de Santa María la Mayor en Talavera de la Reina antes de aparecer el Ávila.
Las primeras noticias de Liceras en la Catedral de Ávila son de 1642:: 46 (422) 

Acordaron que el canónigo Arbulú bisitador de heredades bea los reparos echos en la casa del Señor Don Castillo y, asimismo a los que son necesarios acer en la casa del racionero Gaspar de Liceras.
Reparos de la casa de Don Castillo racionero organista (vol. 50, f. 56v, 10 de abril de 1642

En 1651 Liceras era ya organista y sustituyó al maestro Alfonso Vaz de Acosta durante su enfermedad en las celebraciones de Navidad y Pascua. A partir de ese momento iría sustituyendo al maestro en sus funciones y componiendo para diversas ocasiones. Se puede considerar que Liceras de 1651 a 1659 fue maestro de capilla en funciones.: 112–114 
Dos días después del fallecimiento de Alfonso Vaz de Acosta, el 5 de abril de 1659, se propuso a Liceras como maestro de capilla de la Catedral de Ávila. Fue nombrado el 14 de mayo de 1660 por designación.: 114 

[...] y desde luego se le diesen al racionero Gaspar de Liceras organista para que el susodicho le use y ejerza por tener conocida si abilidad y suficiencia para el dicho ministerio y ser muy a propósito para ello y desde luego le confirieron y señalaron por ello la ración entera que tenía y gozava Alfonso Baez da Costa  [sic] último poseedor del dicho magisterio de capilla y se le dio con las cargas y obligaciones que le tocan por tal maestro [...]
Actas capitulares de la Catedral de Ávila, 1660, vol. 58, f. 64v y f. 65

El magisterio de Gaspar de Liceras Isla fue sin problemas. La capilla de música llevaba mayormente en sus manos desde hacía nueve años y estaba bien dotada. A pesar de ello, comenzó su magisterio solicitando oposiciones para los puestos de sochantre, tiple y contralto, que se realizaron tres meses después. Durante su magisterio continuaría buscando y realizando las pruebas de los músicos de la capilla.: 115–116 
Otro de los trabajos habituales realizados por Liceras fue la enseñanza de la música, sobre todo de los mozos del coro. Continuaba la educación de los mozos en su casa, tres horas al día, donde los niños recibían una educación completa.: 119 
En 1673 parece que el maestro Liceras tuvo algún tipo de agobio, ya que solicitó una licencia para poder componer. Los músicos de la capilla llegaron a quejarse de su agrio carácter. Parece que el maestro se arrepintió de su comportamiento y el percance quedó sin consecuencias.: 119 

[...] y dijo aver llegado a su noticia las quejas que se avían dado en él de modo de portarrse con los músicos de la capilla. Dio su descuelga y pidió al Cavildo se sirviese perdonarle si en algo ubiese errado y que se le escusase de asistir a las fiestas y entendido lo referido se acordó continue dicho maestro en la asistencia de las fiestas de la iglesia y se guarde en ellas la forma y el orden que diere y más convenga.
Actas capitulares de la Catedral de Ávila, 1674, vol. 71, f. 95

En la década de 1670 mantuvo alguna correspondencia con Miguel de Irízar, maestros de capilla de la Catedral de Segovia. Se conservan cartas del 14 de marzo de 1674, el 17 de marzo de 1674 y el 7 de mayo de 1678.
En 1681 Liceras cayó enfermo  y no pudo encargarse de los villancicos de Navidad. El tenor Gaspar Calvo de Villa se ocupó del cargo de forma interina. No se conoce la fecha exacta de su muerte, pero las actas capitulares informan del hecho el 7 de enero de 1682.: 120–121 

## Obra
No se conserva una sola obra de Gaspar de Liceras Isla en la Catedral de Ávila. Las actas capitulares mencionan en diversas ocasiones composiciones del maestro, por lo que tuvo que tener una ingente producción, pero no han llegado a nuestros días.: 121 